# Heinz Jercha

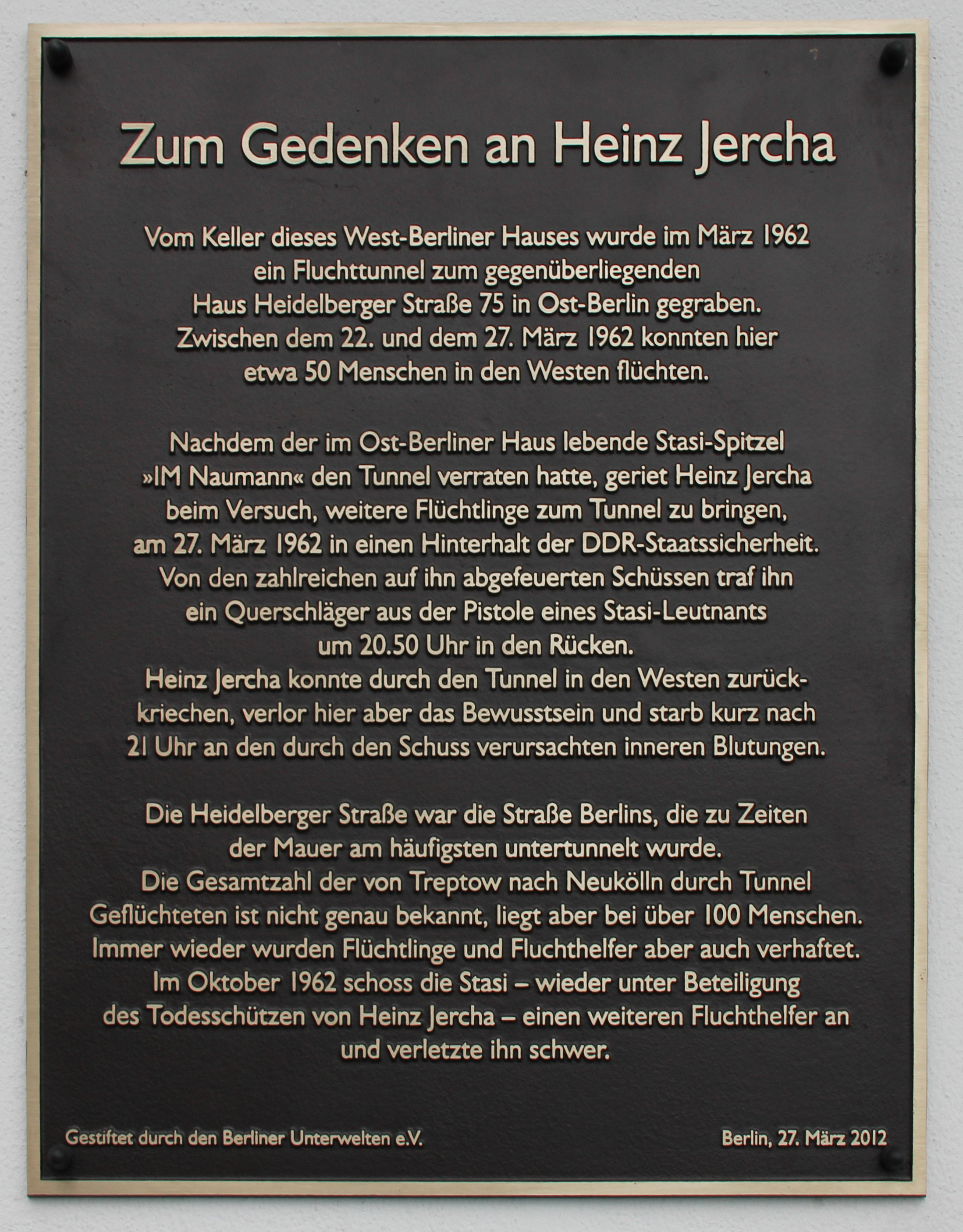
Gedenktafel am Haus Heidelberger Straße 35, in Berlin-Neukölln

Heinz Jercha (* 1. Juli 1934 in Berlin; † 27. März 1962 West-Berlin) war ein Todesopfer an der Berliner Mauer. Der Fluchthelfer wurde auf Ost-Berliner Gebiet von Angehörigen des Ministeriums für Staatssicherheit (MfS) an einem Fluchttunnel angeschossen und starb im Westteil Berlins.

## Leben
Heinz Jercha war von Beruf Fleischer und lebte mit seiner Frau und dem gemeinsamen Kind in West-Berlin. Er war ein Flüchtling aus Ost-Berlin.
Seit Anfang 1962 engagierte sich Jercha in einer Fluchthilfegruppe in Neukölln. Sie baute in der Heidelberger Straße, in der die Mauer verlief, vom West-Berliner Grundstück Nr. 35 einen Fluchttunnel zum gegenüberliegenden Grundstück in 75 im Ost-Berliner Bezirk Treptow. In der Gruppe waren auch Harry Seidel und Jerchas früherer Kollege Fritz Wagner aktiv, der im Unterschied zu Seidel für die Fluchthilfe Geld von den Flüchtlingen nahm. Die ersten Fluchten gelangen am 21. März 1962. Seidel und Jercha hatten die Aufgabe, allabendlich die fluchtwilligen DDR-Bürger aus dem Haus Nr. 75 abzuholen. Sie waren bewaffnet. Jercha und Seidel benutzten hinter dem Rücken von Wagner den Tunnel auch für Fluchten von Studenten.
Ein Bewohner des Hauses Nr. 75 war unter dem Decknamen „Naumann“ ein Inoffizieller Mitarbeiter (IM) des MfS. Er verriet den Tunnel und erreichte das Zutrauen Seidels. Das MfS entwickelte daraufhin den Plan, Seidel auf frischer Tat in der Wohnung „Naumanns“ festzunehmen und den Tunnel zu schließen. Seit dem 24. März waren Kommandos des MfS vor Ort. Am 27. März begab sich Jercha durch den Tunnel in den Osten, um zusammen mit Seidel zuerst einem älteren Ehepaar zur Flucht zu verhelfen. Zu der beabsichtigten Festnahme kam es nicht. Bei der zweiten Ankunft der beiden in Ost-Berlin hatte das Festnahmekommando den Einsatzbefehl bekommen, inklusive der Option Waffengewalt anzuwenden. Als Jercha sich in den Hausflur begab, um die Flüchtlinge abzuholen, traf er dort auf das Kommando und ergriff die Flucht. Die Mitarbeiter des MfS eröffneten das Feuer. Jercha wurde von einem Querschläger in die Brust getroffen, entkam aber mit Seidel durch den Tunnel ins Haus Nr. 35. Dort erlag Jercha seinen Verletzungen.

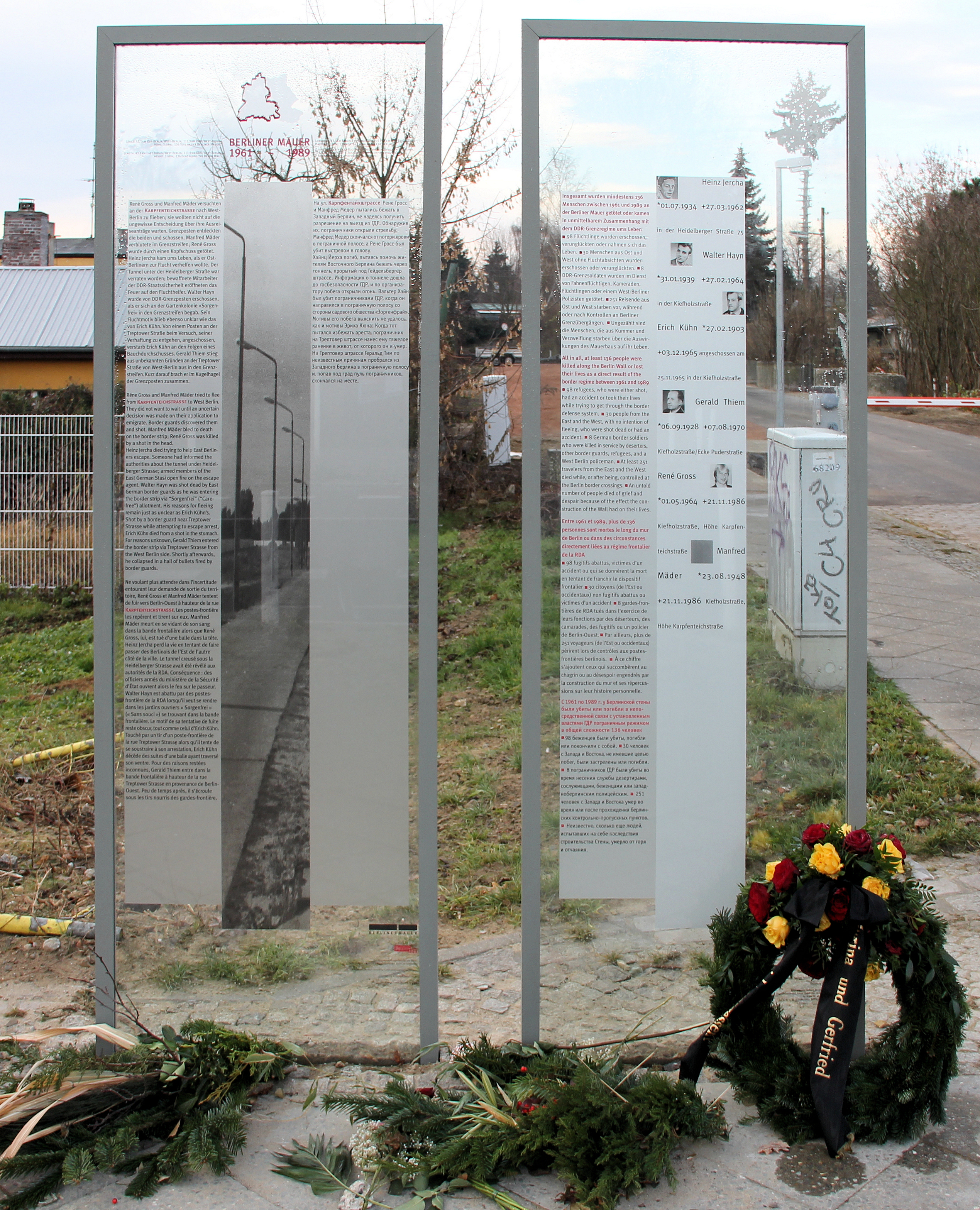
Gedenktafel, Kiefholzstraße 79, in Berlin-Plänterwald

Nach Dieter Wohlfahrt war er der zweite Fluchthelfer, der an der Mauer starb. Sein Tod führte in West-Berlin zu Protesten. Bei seiner Beerdigung waren Vertreter des Berliner Senats, der West-Berliner Bezirke und des Bundes anwesend. Seine Hinterbliebenen erhielten Kriegshinterbliebenenrente. Nach der deutschen Wiedervereinigung wurden vier ehemalige MfS-Mitarbeiter als Schützen ermittelt. Zu einer Anklage wegen Totschlag kam es nicht, da Heinz Jercha die Grenze zu Ost-Berlin unerlaubt und bewaffnet übertreten hatte. Das Verfahren wurde eingestellt.
Jerchas Todesschütze schoss im Oktober 1962 erneut einen Fluchthelfer an und verletzte ihn schwer.